# Krim-Lilie

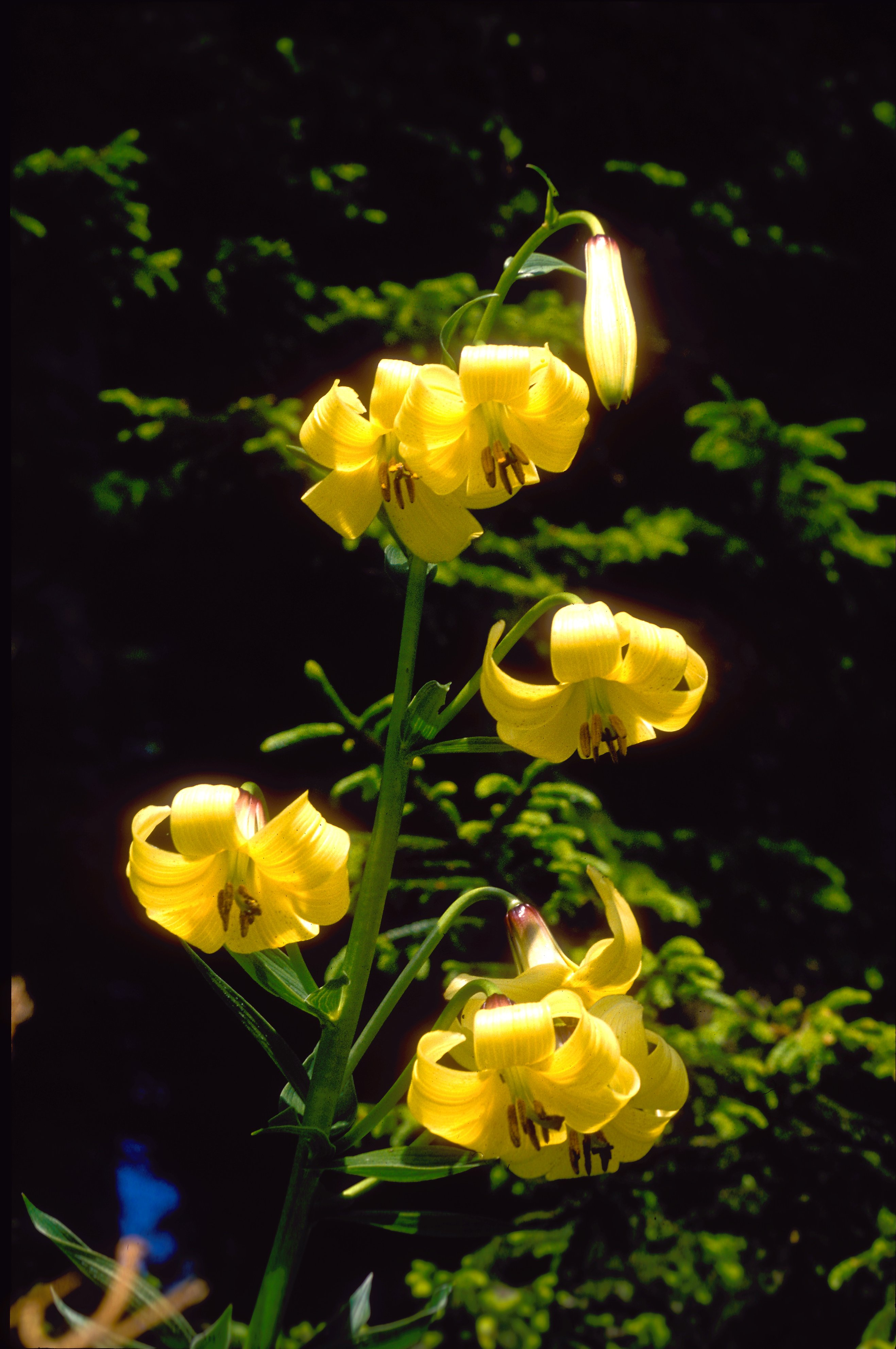
Lilium monadelphum var. armenum

Die Krim-Lilie (Lilium monadelphum) ist eine Art aus der Gattung der Lilien (Lilium) in der Sektion Liriotypus (Candidum-Sektion) innerhalb der Familie der Liliengewächse (Liliaceae).

## Beschreibung
Die Krim-Lilie ist eine mehrjährige, krautige Pflanze, die Wuchshöhen von 50 bis 100 Zentimetern erreicht. Die Zwiebeln sind groß und rund, sie erreichen einen Durchmesser von 5 bis 8 cm und sind gepunktet. 
Der Stängel ist hart und gerade, die um den Stängel verteilten Blätter lanzettförmig und 5–15 cm lang. 
Die Pflanze blüht von Mai bis August mit 2 bis 20 trompeten- bis tiaraförmigen nickenden Blüten. Die Blüten sind weit geöffnet und duften stark. Sie bestehen aus sechs zurückgebogenen Blütenblättern. Es sind drei Kron- und drei Kelchblätter, die sich aber sehr ähnlich sehen. Der Durchmesser einer einzelnen Blüte beträgt 6–7 cm. Die Grundfarbe der Blüten ist leuchtend gelb mit oder ohne violetten Punkten. Die Antheren sind gelb, die Pollen gelb bis hellorange. Die Staubfäden sind am Grund der Blüte zu einer das Ovar umgebenden Röhre verwachsen.
Der Samen der Krim-Lilie keimt verzögert-hypogäisch.

## Verbreitung
Die Krim-Lilie ist an den Hängen des Kaukasus endemisch, im Vorgebirge des Großen Kaukasus und im östlichen Teil des Kleinen Kaukasus. Sie findet sich an Waldrändern, auf Bergwiesen und im Ödland in Höhenlagen bis 2100 m NN.

## Taxonomie und Systematik
Die Krim-Lilie wurde 1805 durch Johannes Michael Friedrich Adams in Beiträge zur Naturkunde (Weber & Mohr) Band 1, Seite 49 als Lilium monadelphum erstbeschrieben. Das Epithet "monadelphum" bedeutet, dass nur ein Staubfaden vorhanden ist (durch Verwachsung als Röhre). Dieses Merkmal hielt Friedrich August Marschall von Bieberstein für kennzeichnend und Adams übernahm es zur Art-Bezeichnung.
Neben der Nominatform Lilium monadelphum var. monadelphum existiert als Varietät:
- Lilium monadelphum var. armenum (Miscz. ex Grossh.) P.H.Davis & D.M.Hend.: Staubfäden nicht zu einer Röhre verwachsen.

Die Krim-Lilie ist eine nahe Verwandte von Lilium szovitsianum, die Arten unterscheidet lediglich, dass bei Lilium szovitsianum die Staubfäden nicht verwachsen sind, und die Blüten heller und stärker zurückgebogen sind. Auch Lilium kesselringianum ist der Krim-Lilie sehr ähnlich, was auf nahe Verwandtschaft schließen lässt. Hier sind die geringere Größe, die blassere Blütenfarbe mit braunen Punkten, sowie die Form der Blütenblätter und die kürzeren Staubfäden Unterscheidungskriterium.

## Verwendung
Die Krim-Lilie wurde bereits im Jahr 1800 in den Botanischen Garten von Sankt Petersburg in die Gartenbaukunst eingeführt und wird seit diesem Zeitpunkt kultiviert.